# داگلاس دی-۹۰۶
داگلاس دی-۹۰۶ (به انگلیسی: Douglas D-906) یک هواپیمای ساختِ کارخانهٔ شرکت هواپیماسازی داگلاس در کشور ایالات متحده آمریکا است.